# Катастрофа Dornier Do 228 у Джомсомі
Авіакатастрофа в Непалі 14 травня 2012 року німецького літака Dornier Do 228, котрий належав Непальській авіакомпанії Agni Air, розбився поблизу аеропорту в Джомсомі, Непал, 14 травня 2012 року після невдалого заходу на друге коло, в результаті чого загинуло 15 з 21 пасажирів і членів екіпажу, в тому числі обидва пілоти.

## Авіакомпанія
Agni Air - авіакомпанія Непалу, що виконує внутрішні рейси в Непалі. Авіакомпанія пропонує рейси з Катманди в Бхадрапар, Бхаірахава, Биратнагаре, Джомсом, Лукла, Покхара і Тамлінгтар. В основному проводять індивідуальні туристичні польоти та екскурсії тури.

## Літак
Літак мав бортовий номер 9N-AIG.

## Катастрофа
Літак летів з аеропорту Покхара в аеропорт Джомсом з 18-ма пасажирами, двома пілотами і стюардесою на борту. В 9:30 за місцевим часом (3:45 UTC), перша спроба посадити літак була невдала. Під час наступного заходу на друге коло, одне з крил зачіпило пагорб гори, в результаті чого літак розбився.

## Пасажири та екіпаж
| Національність | Число загиблих | Число загиблих | Вижило   | Вижило | Всього |
| Національність | Пасажири       | Екіпаж         | Пасажири | Екіпаж | Всього |
| -------------- | -------------- | -------------- | -------- | ------ | ------ |
| Непал          | 0              | 2              | 0        | 1      | 3      |
| Індія          | 13             | -              | 3        | -      | 16     |
| Данія          | 0              | -              | 2        | -      | 2      |

Катастрофа забрала життя Таруни Садчев, 14-річної актриси з Індії, та її мати.